# جعفر بن إسماعيل البرزنجي
جعفر بن إسماعيل بن زين العابدين البَرْزَنْجي (1250 - 1317 هـ / 1834 - 1899 م) هو قاضٍ وأديب وشاعر، من أعيان المدينة المنورة.
يرجع إلى أصول حجازية، فقد هاجر أبوه من المدينة المنورة إلى السليمانية عند مهاجمة جيوش محمد علي للحجاز. كان يحسن مع العربية التركية والفارسية والكردية.

## آثاره
من آثاره: «نزهة الناظرين في مسجد سيد الأولين والآخرين» في تاريخ المسجد النبوي، و «الشجرة الأترجية في سلالة السادة البرزنجية» ، و «تاج البتهاج على النور الوهاج في الإسراء والمعراج».